# Piz Linard
O Piz Linard é uma montanha dos Alpes de Silvretta, na Suíça. Com 3410 m de altitude e 1027 m de proeminência topográfica, é a mais alta montanha dos Alpes de Silvretta. Fica no Cantão dos Grisões.